# 尹建永
尹建永（：／ Yun Kun-young，1969年9月26日—），大韓民國自由派政治人物，現任國會議員。